# Neonerita incarnata
Neonerita incarnata är en fjärilsart som beskrevs av George Francis Hampson 1901. Neonerita incarnata ingår i släktet Neonerita och familjen björnspinnare. Inga underarter finns listade i Catalogue of Life.